# Karel Fleissig
Karel Fleissig (4. ledna 1912, Sulkov – 7. února 1976, Plzeň) byl český rozhlasový redaktor, básník, prozaik a knihovník. Jeho synem je český arabista Jiří Fleissig (*1946).

## Životopis
Narodil se 4. ledna 1912 do rodiny důlního zřízence. Po absolvování obecné školy ve Zbůchu nastoupil na klasické gymnázium v Plzni, kde odmaturoval roku 1931. Již od roku 1927 publikuje své články v časopisech. Poté absolvoval Filozofickou (zde studoval mezi lety 1931 až 1932) a Právnickou fakultu Univerzity Karlovy v Praze, avšak titul JUDr. získal až po znovuotevření vysokých škol v roce 1945.
Za okupace byl zaměstnán u advokáta Jindřicha Uhlíře v Praze a od roku 1943 byl totálně nasazen v továrně na obuv v Černošíně u Stříbra. Po druhé světové válce pracoval krátce jako kriminální komisař ONV v Plzni. Od roku 1950 začal spolupracovat s Československým rozhlasem a o rok později se stal referentem regionálního studia ČRo v Plzni. Zde kromě činnosti redaktora také psal rozhlasové hry a spolupracoval na satirickém pořadu Panoptikum.
Kvůli vážnému onemocnění odchází roku 1960 z Rozhlasu a byl zaměstnán jako odborný archivář ve Státním archivu v Plzni. Aktivně přispíval do novin, zejména do západočeského listu Pravda. V 70. letech se stal ředitelem plzeňské knihovny, po dvou letech však odešel do penze.
Zemřel 7. února 1976 v Plzni a je pohřben na Plzeňském ústředním hřbitově.

## Dílo
Karel Fleissig začal být literárně činný již ve třicátých letech 20. století, avšak začátek jeho aktivity se datuje spíše po roce 1945. Zpočátku se věnoval poezii, později (od 60. let) hlavně próze. Psal zejména historickou prózu. Aktivně též překládal (zejména poezii) z vietnamštiny či perštiny. Přeložená poezie však nebyla nikdy vydána souhrnně, pouze časopisecky.

### Poezie
- Melancholická láska, 1934
- Nebeská romance, 1945

### Próza
- Návrat, 1944
- Hymnus, 1945
- Ryšavec s labutí, 1947
- Píseň o Martínkovi, 1963
- Žoldnéřské intermezzo, 1966
- Cestopis lásky, 1971
- Ďábelská fuga, 1976
- Sto let Knihovny města Plzně, 1976
- Za hvězdou mořeplavce Behaima, 1977 (posmrtně vydáno)
- Hříšné časy, 1981 (posmrtně vydáno)
- Stromy, 1982 (posmrtně vydáno)